# 布盧姆菲爾德 (印地安納州)
布盧姆菲爾德（英語：Bloomfield）是一個位於美國印地安納州格林縣的城市。根據2020年美國人口普查，該地人口為2289人，而該地的面積約為3.57平方千米。同時該地也是格林縣的縣治。

## 地理
布盧姆菲爾德的座標為39°01′29″N 86°56′25″W / 39.02472°N 86.94028°W，而該地的平均海拔高度為185米（即607英尺）。